# Mathura Cantonment
Mathura Cantonment es una ciudad y acantonamiento situada en el distrito de Mathura en el estado de Uttar Pradesh (India). Su población es de 25681 habitantes (2011). 

## Demografía
Según el censo de 2011 la población de Mathura Cantonment era de 25681 habitantes, de los cuales 14955 eran hombres y 10726 eran mujeres. Mathura Cantonment tiene una tasa media de alfabetización del 88,81%, superior a la media estatal del 67,68%: la alfabetización masculina es del 92,92%, y la alfabetización femenina del 83,03%.